# Tivoli (Innsbruck)

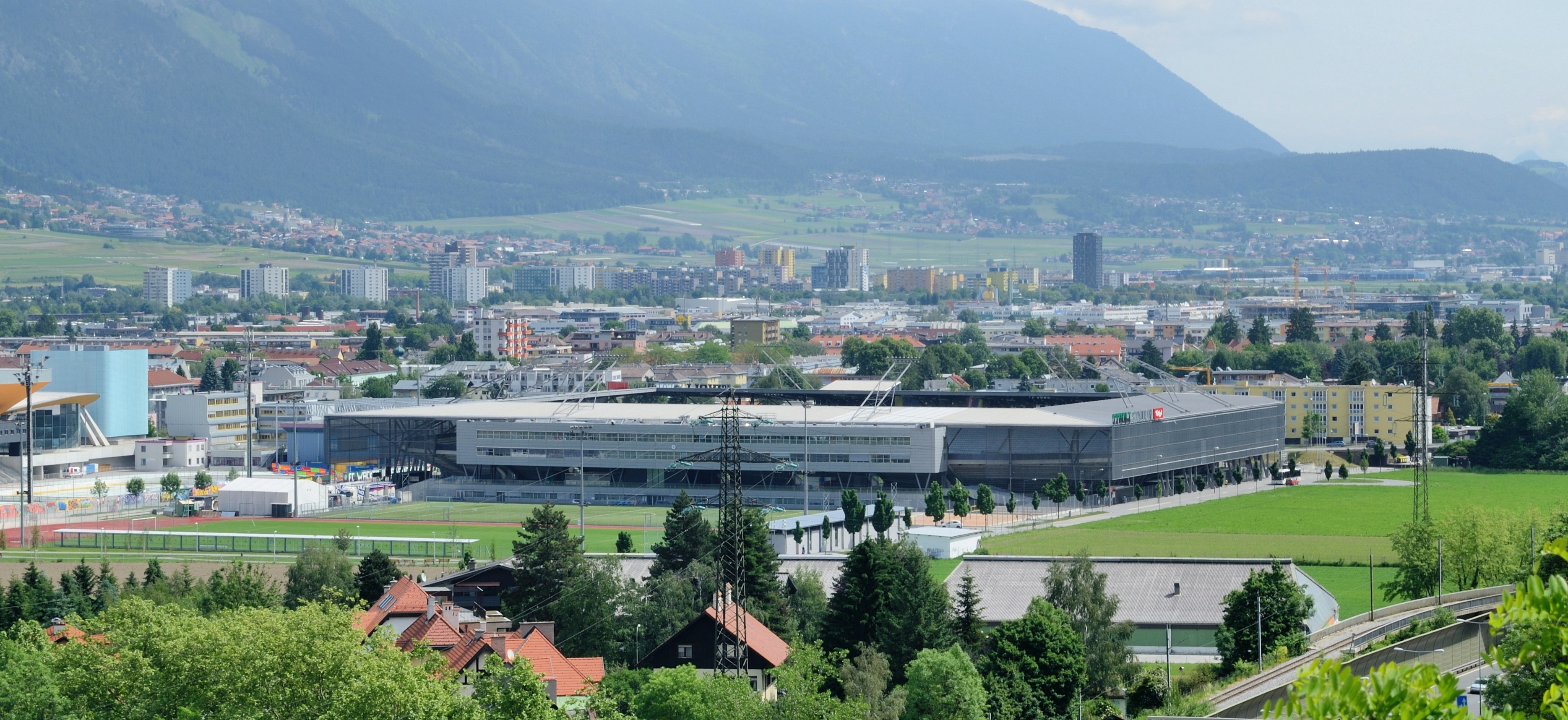
Tivoli-Neu

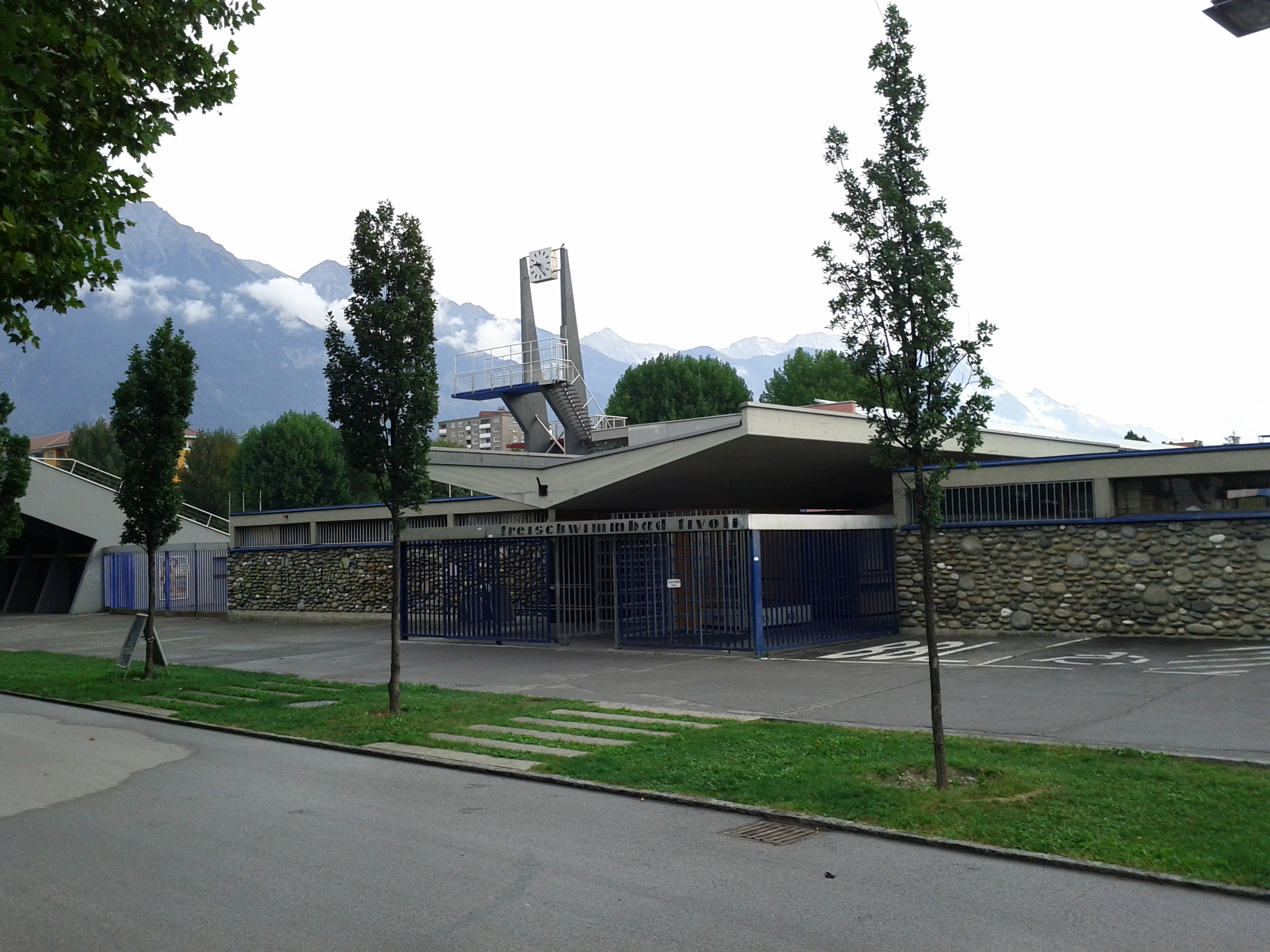
Freibad Tivoli

Das Tivoli ist ein Sportgelände und ein Wohngebiet im Stadtteil Pradl der österreichischen Stadt Innsbruck, Hauptstadt des Bundeslandes Tirol. Wie viele Sportstätten ist es benannt nach der römischen Stadt Tivoli.

## Geschichte
Die ausgedehnten Wiesen östlich der Sill am Fuße des Paschbergs dienten der Innsbrucker Bevölkerung als Naherholungsgebiet, seit dem 19. Jahrhundert wurden hier Schlitten- und Pferderennen, aber auch Viehmärkte veranstaltet. Im Jahr 1903 wurde das Gasthaus Tivoli eröffnet, das in der Folge dem ganzen Gelände den Namen gab. 1913 beschloss der Gemeinderat die Anlage des Sportplatzes an der Sill. Während des Ersten Weltkriegs war dieser mit Baracken bebaut. 1920 wurde er wiedereröffnet, 1924 saniert und für internationale Wettkämpfe adaptiert. Er bestand aus zwei Fußballfeldern, das nördliche Feld diente als Trainingsfeld, das südliche war von einer 400-m-Aschenbahn umgeben. Am 16. und 17. Mai 1925 wurde die Anlage mit zahlreichen Wettkämpfen eröffnet, darunter einem Leichtathletik-Städtekampf Innsbruck gegen Klagenfurt, den Innsbruck mit 42:39 Punkten gewann, einem Fußballspiel Salzburg gegen Innsbruck (3:1) und einem Hockeyspiel Pasing-München gegen Cricketer Innsbruck (3:0).
Vom 10. bis 13. Juli 1930 fand am Tivoli das 3. Bundesturnfest des Deutschen Turnerbundes 1919 statt, an dem 8000 Turner und 1800 Turnerinnen teilnahmen.
Im Zweiten Weltkrieg wurde das Areal von Bomben zerstört, nach dem Krieg wurden Schrebergärten angelegt, um die Bevölkerung zu versorgen. Schon 1946 begann man mit Ausbesserungsarbeiten an den Sportplätzen, ab Herbst 1948 wurde ein neues Stadion geplant und gebaut. Das Tivoli-Stadion wurde am 2. August 1953 mit dem Spiel Rapid Wien gegen Nîmes Olympique eröffnet, das Rapid 5:1 gewann. Am 5. Mai 1961 wurde nordöstlich des Stadions das Freibad Tivoli eröffnet.

## Sportgelände

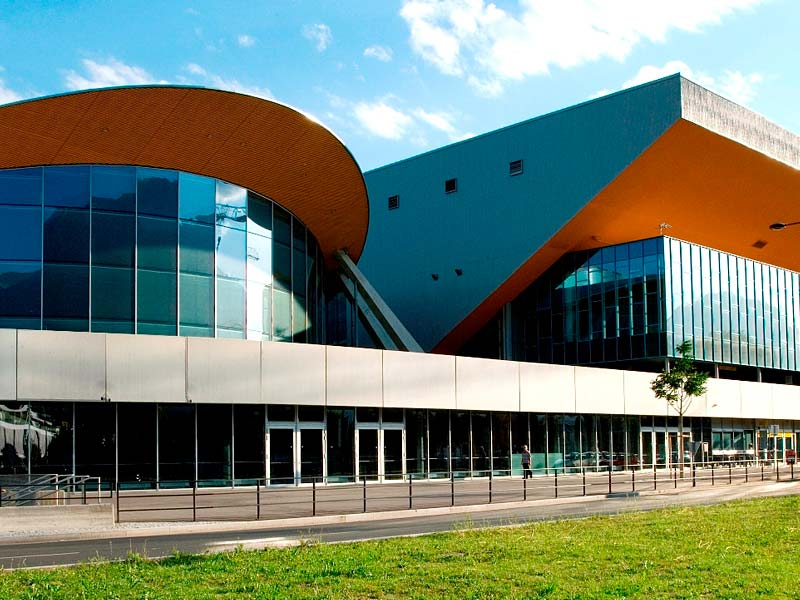
Olympiahalle (rechts) und Tiroler-Wasserkraft-Arena (links)

Das Sportgelände besteht aus mehreren Fußballplätzen, einem Freischwimmbad und dem räumlich dazugehörenden Olympia-Sport- und Veranstaltungszentrum Innsbruck mit einer großen und einer kleinen Eishalle und einer Eisschnelllaufbahn („Olympiaworld Innsbruck“).
Herzstücke der Anlage sind die große Olympiahalle, in der bei den Olympischen Winterspielen 1964 und 1976 die Eishockey- und Eiskunstlaufbewerbe stattfanden und die gemeinsam mit der Wiener Stadthalle Schauplatz der Eishockey-Weltmeisterschaft 2005 war, sowie das 2000 eröffnete Fußballstadion Tivoli-Neu, Heimatstadion des FC Wacker Innsbruck, in dem drei Spiele der Fußball-Europameisterschaft 2008 stattgefunden haben, sowie des American-Football-Vereins Swarco Raiders Tirol. Es finden regelmäßig American-Football-Spiele statt, mittlerweile auch internationale Matches, da die Swarco Raiders Tirol Teil der European League of Football sind.

## Wohnviertel

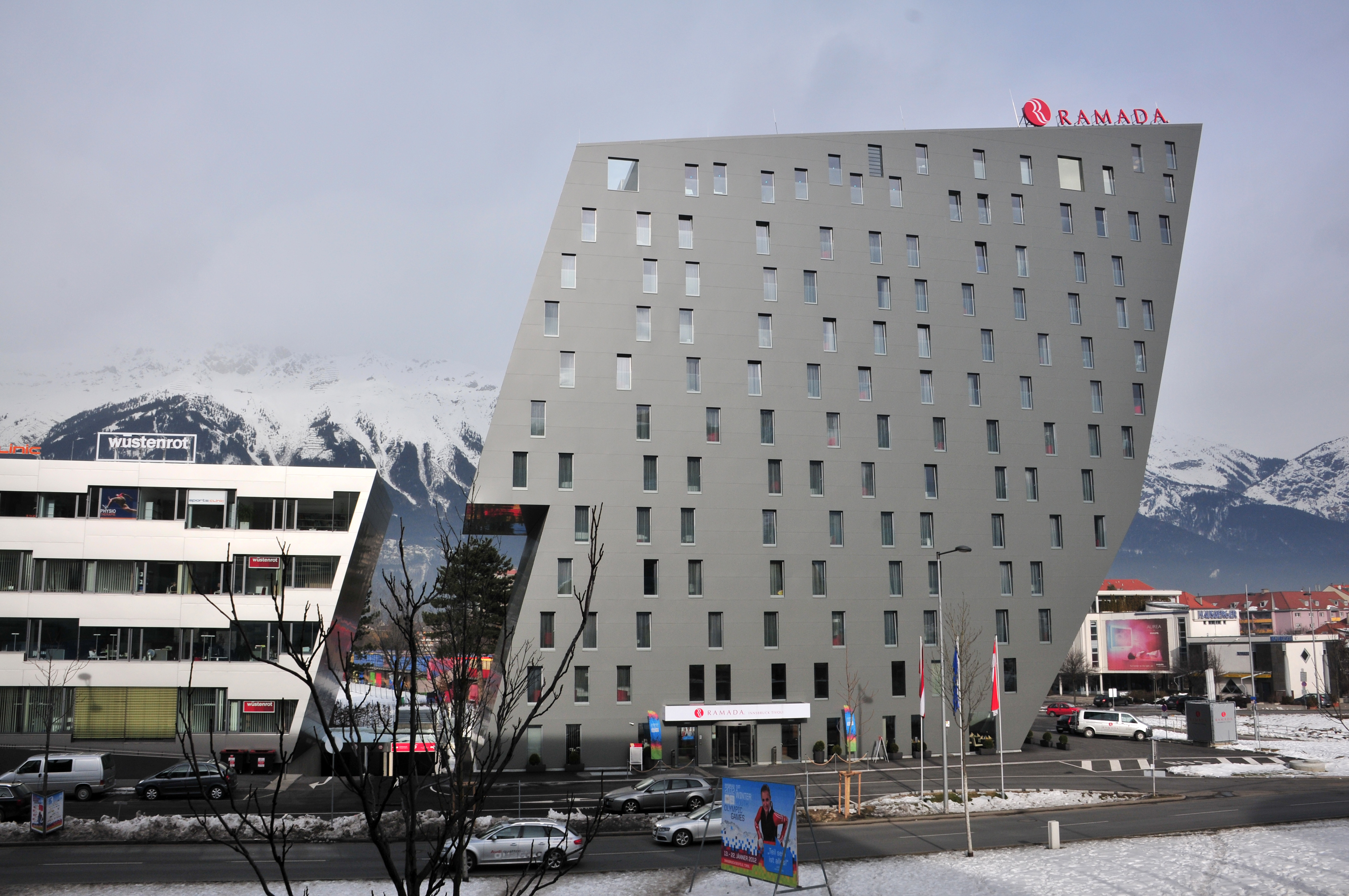
Bürogebäude und Hotel am Südring

Das alte Tivoli-Stadion nördlich des Südrings wurde nach der Fertigstellung des neuen Stadions 2000 abgerissen. Auf dem 7 ha großen Gelände entstand ein neues Stadtviertel mit 472 Wohnungen für über 1500 Bewohner, Geschäften und Restaurants, einem Hotel, Büros, einem Kindergarten, einem Schülerhort, einem Jugendzentrum und einem Seniorenheim. Die Straßenlampen in dem 2009 fertiggestellten Viertel stammen aus den Partnerstädten Aalborg, Krakau, Tiflis, Sarajevo, Grenoble, New Orleans und Freiburg im Breisgau.
Das Viertel liegt am Südring (B 174) nahe der Anschlussstelle Innsbruck Mitte der Inntalautobahn und wird von den Buslinien J, M, S und T der Innsbrucker Verkehrsbetriebe erschlossen.